# Joe Exotic
Joseph Allen Maldonado (Garden City, 5 de março de 1963), nascido Schreibvogel, conhecido profissionalmente como Joe Exotic ou pela alcunha "The Tiger King", é uma celebridade, empresário e criminoso condenado norte-americano que geria o Greater Wynnewood Exotic Animal Park (também conhecido como G.W. Zoo) em Wynnewood, Oklahoma, entre 1998 e 2018.
Nascido no Kansas, Exotic e a sua família mudaram-se para o Texas, onde estudou na Escola Secundária de Pilot Point. Após concluir os estudos, Joe trabalhou por pouco tempo como chefe da polícia de Eastvale. Posteriormente, abriu uma loja de animais com o seu irmão. Após o falecimento deste, em 1997, Exotic vendeu a loja e fundou o G.W. Zoo. Durante o seu período como administrador, também organizou espetáculos de magia e eventos com crias de animais em vários locais nos Estados Unidos, apresentou um talk-show online e trabalhou com o produtor Rick Kirkham para criar um reality show sobre si mesmo, projeto este interrompido após a maioria das filmagens ter sido destruída num incêndio em 2015.
Exotic deixou o G.W. Zoo em junho de 2018 e foi detido três meses depois por suspeita de contratar dois homens para assassinar Carole Baskin, fundadora da organização Big Cat Rescue, com quem mantinha uma rivalidade. Em 2019, Joe foi considerado culpado de 17 acusações de crueldade animal e 2 acusações de tentativa de homicídio por encomenda de Baskin e condenado a 22 anos de prisão. Em 2021, Exotic trabalhou com o advogado John Michael Phillips, apresentando uma moção para um novo julgamento e, a 15 de julho, um tribunal de apelação decidiu que as condenações pelas duas tentativas de assassinato foram erradamente tratadas como separadas. O tribunal de primeira instância retirou 1 ano da sua sentença, condenando-o novamente a 21 anos no final de janeiro de 2022.
Exotic tem uma personalidade excêntrica e tem sido alvo de múltiplas críticas, especialmente relacionadas com o seu conflito com Baskin e o tratamento de animais no G.W. Zoo. Exotic apareceu em vários documentários, incluindo a série Tiger King (2020–2021) da Netflix, um documentário sobre a sua carreira como tratador de zoo e a sua rivalidade com Baskin. O sucesso da 1ª temporada da série impeliu Joe para a fama nas redes sociais, inspirando vários memes. Exotic também apareceu em dois documentários de Louis Theroux: America's Most Dangerous Pets (2011) e Shooting Joe Exotic (2021).

## Infância e Juventude
Joe Exotic, cujo nome de batismo é Joseph Allen Schreibvogel, nasceu em Garden City, Kansas, a 5 de março de 1963, filho de Francis e Shirley Schreibvogel. Tem 4 irmãos: Tamara, Pamela, Yarri e Garold "G.W." Wayne.
A família Schreibvogel mudou-se para o Texas, onde Joe estudou na Escola Secundária de Pilot Point. Após concluir os estudos, Joe juntou-se à polícia de Eastvale, sendo promovido a chefe do pequeno departamento em 1982. A sua homossexualidade foi revelada aos seus pais pelo seu irmão mais velho, Yarri. Como resposta, o seu pai obrigou Joe a apertar-lhe a mão e prometer-lhe que não iria ao seu funeral.
Exotic diz ter ficado gravemente ferido em 1985 após ter batido com a sua viatura policial contra uma ponte; no entanto, a sua descrição do acidente alterou-se com o tempo: em 2019, disse ao Texas Monthly que tudo se tratara de uma tentativa espontânea de suicídio, mas em 1997 tinha referido ao The Dallas Morning News que o acidente tinha sido causado por um veículo não identificado durante uma investigação de narcóticos. Uma investigação de 2019 da revista New York, que incluiu entrevistas a familiares e moradores locais que o conheciam na altura, não conseguiu encontrar ninguém que se recordasse do acidente, embora Joe apresentasse uma fotografia de um carro destruído como prova.

## Carreira

### Animais
Pouco tempo após o acidente de carro, Exotic mudou-se para West Palm Beach, Flórida, onde geria uma uma loja de animais. Um amigo que trabalhava num parque de safari drive-through trazia leões bebés para casa do seu vizinho e deixava Exotic pegar e brincar com eles. Exotic refere que foram essas experiências que o inspiraram a trabalhar com animais.
Exotic regressou ao Texas e teve diversos empregos antes de, em 1986, abrir uma loja de animais em Arlington com o seu irmão "G.W.", que partilhava o mesmo amor por animais. Em 1997, após fechar a loja original e abrir uma nova nas proximidades, Exotic entrou em conflito com a polícia de Arlington por repetidas violações do código de decorações e placas: Joe pendurava símbolos de orgulho gay, como uma bandeira dos Estados Unidos com riscas arco-íris na montra da loja e acusou os funcionários da câmara da cidade de homofobia e de atacarem o seu negócio por causa da sua orientação sexual. Em 1997, "G.W." faleceu num acidente de viação e Exotic vendeu a loja de animais e comprou uma quinta em Oklahoma com um terreno de 6,5 hectares, em conjunto com os seus pais. Dois anos após a morte do irmão, nesse terreno foi inaugurado o Garold Wayne Exotic Animal Memorial Park, em homenagem a G.W. Dois dos animais de estimação de Wayne foram os primeiros habitantes do zoo.
Em 2000, Exotic adquiriu os seus dois primeiros tigres, que tinham sido abandonados. Joe afirma que o primeiro resgate animal da sua carreira foi o de um jacaré de 3 metros com uma infecção ocular grave. Exotic alega ter falado por telefone com Steve Irwin, do Jardim Zoológico da Austrália, cujos veterinários forneceram conselhos sobre antibióticos apropriados para jacarés e sobre o tratamento de um canguru ferido. Em 2006, após Irwin ser morto por uma raia, Exotic dedicou um grande complexo indoor de jacarés do G.W. Zoo à sua memória, nomeando-o Steve Irwin Memorial.  Alguns dos crocodilos habitantes do complexo provieram do Rancho Neverland de Michael Jackson.
Exotic trabalhou como proprietário e responsável do G.W. Zoo por mais de 20 anos, deixando a instituição a 18 de junho de 2018, 3 meses antes de ser preso. Em 2021, Exotic afirmou que toda a sua perspetiva sobre animais em cativeiro tinha mudado enquanto esteve preso, e referiu agora acreditar que "nenhum animal pertence a uma jaula", acrescentando que nunca teria tido um zoo se soubesse como era a vida atrás das grades 20 anos antes.
Em 2002, procurando uma forma de ganhar dinheiro para alimentar o número crescente de animais no zoo, Exotic fez um acordo de negócios com um mágico viajante, fornecendo tigres para as suas atuações. A parceria eventualmente terminou, mas Exotic percebeu que usar os felinos em espetáculos de magia era uma boa forma de fazer dinheiro. Assim, Joe começou a montar espetáculos de magia itinerantes, adotando "Joe Exotic" como nome de palco. Eventualmente Exotic apercebeu-se que o público dos seus espetáculos estava disposto a pagar para acariciar e tirar fotos com as crias de tigre, e que tais atividades geravam frequentemente mais lucro que o espetáculo em si. Os espetáculos de magia foram, então, gradualmente evoluindo para eventos de convívio com crias. Joe começou a fazer criação de tigres, para garantir a disponibilidade constante de crias para os eventos. Consequentemente, tal levou ao aumento do número de tigres no zoo, e a um maior lucro para Exotic. Para enriquecer a sua persona em palco, Exotic começou comportar-se de forma mais extravagante, usando roupas e joias espalhafatosas e adoptando um penteado mullet descolorido, uma das suas imagens de marca.

### Música
Durante a sua carreira como proprietário de zoo, Exotic foi também aspirante a cantor de música country, embora as "suas" músicas tenham sido gravadas por outros artistas. Sob o pretexto de obter música para um reality show, Exotic encomendou canções country a outros artistas. As "contribuições criativas" de Joe limitavam-se a sugestões temas para as músicas e integrar o coro de fundo. Posteriormente, Exotica produzia videoclipes para as músicas e postava-os no seu canal do YouTube, como se as canções fossem da sua autoria, alegadamente sem informar os verdadeiros artistas. Uma das "suas" canções mais conhecidas é "I Saw a Tiger", exibida em Tiger King, que posteriormente inspirou covers por múltiplas bandas e artistas.
Os dois álbuns de Exotic, I Saw a Tiger (2014) e Star Struck (2015), são mencionados no episódio "Not Your Average Joe" de Tiger King.

### Participação em Documentários

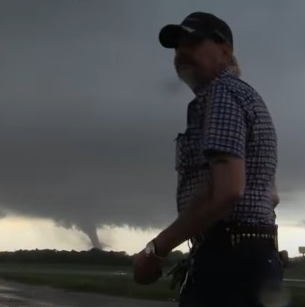
Exotic em 2016

A primeira participação de Exotic em documentários foi em 2011, no America's Most Dangerous Pets de Louis Theroux. Cinco anos mais tarde, foi a figura central de The Life Exotic: Or the Incredible True Story of Joe Schreibvogel, de J.D. Thompson. Theroux descreveu Exotic como simpático, amigável mas emocionalmente instável.
A série documental da Netflix Tiger King: Murder, Mayhem and Madness foca-se em Joe Exotic e na sua rivalidade com Carole Baskin. A 1ª temporada da série foi lançada em março de 2020, coincidindo com o período de confinamento devido à pandemia de COVID-19. Uma semana após a estreia, tanto a série como Joe se tornaram virais na Internet, surgindo vários memes sobre Exotic e Baskin. Numa entrevista à Netflix na prisão, Exotic declarou estar grato pela fama e que, para ele, o conflito com Carole estava encerrado.
Em julho de 2020, o Discovery Channel lançou o documentário Surviving Joe Exotic, focado nos animais do G.W. Zoo, contendo entrevistas com Exotic (gravadas 4 meses antes da sua detenção) e ex-funcionários do zoo.
Em abril de 2021, Louis Theroux lançou um novo documentário sobre Exotic, intitulado Shooting Joe Exotic. O documentário contém filmagens cortadas do documentário anterior de Theroux com Joe, bem como entrevistas com os advogados de Exotic, o seu irmão e sobrinha, Howard e Carole Baskin. Além disso, o documentarista visita a agora abandonada e vandalizada propriedade onde se localizava o G.W. Zoo.

### Outros Projetos
Entre 2014 e 2018, Exotic trabalhou ocasionalmente como comentador de wrestling, organizando dois eventos do desporto no G.W. Zoo. O interesse de Joe no mundo do wrestling começou ao conhecer, em 2010, o empresário e promotor da modalidade Robert Langdon, no evento de caridade "Monkey Ball" do G.W. Zoo. Os dois travaram amizade por ambos possuírem animais exóticos, e Exotic começou a trabalhar como comentador em eventos da NWA Texoma, transmitidos no canal de Youtube de Joe - JoeExoticTV. Foi Langdon quem levou Exotic ao altar no seu casamento com Dillon Passage.
Em maio de 2021, Exotic lançou uma criptomoeda, visando angariar fundos para financiar os seus advogados de defesa, aceitando também doações de caridade. Em junho do mesmo ano, Exotic, em conjunto com uma organização de crypto, leiloou um NFT. Exotic também revelou intenção de vender colecionáveis, incluindo um dos seus revólveres.

## Política

### Campanha Presidencial de 2016
Exotic candidatou-se como independente às eleições presidenciais americanas de 2016, sendo aceite nos boletins de voto do estado do Colorado e recebendo 962 votos (incluindo votos escritos) a nível nacional. Durante a sua campanha, Exotic publicou várias mensagens de vídeo para o candidato republicano Donald Trump, nas quais descrevia diversos políticos como corruptos, acusava Baskin e outros defensores dos direitos animais de enganarem o público e criticava várias leis com as quais discordava.
Durante a sua campanha, Exotic foi incluído num segmento de um episódio de Last Week Tonight with John Oliver sobre candidatos de terceiro partido à presidência do país. John Oliver elogiou a qualidade da produção dos videoclipes de Exotic e inventou um slogan de campanha para Exotic: "Make America Exotic Again" (inspirado no slogan "Make America Great Again" de Trump). Antes do episódio ser exibido, Oliver foi informado das controvérsias associadas ao zoo de Exotic e do seu conflito com Baskin.
Para a eleição presidencial de 2016, Exotic apoiou Trump em vez de Hillary Clinton.

### Campanha para Governador de Oklahoma de 2018
Após sair derrotado das eleições presidencias de 2016, Exotic concorreu às eleições primárias do Partido Libertário de 2018 para selecionar o candidato do partido a Governador do estado de Oklahoma. Joe recebeu 664 votos nas primárias, terminando em último lugar dos três candidatos libertários.  Em 2019, após a sua detenção, o Partido Libertário do Oklahoma decidiu por unanimidade revogar a sua filiação partidária. 
| Partido        | Partido        | Candidato(a)           | Votos | %    |
| -------------- | -------------- | ---------------------- | ----- | ---- |
|                | Libertarian    | Chris Powell           | 1 740 | 48.9 |
|                | Libertarian    | Rex L. Lawhorn         | 1 154 | 32.4 |
|                | Libertarian    | Joseph Allen Maldonado | 664   | 18.7 |
| Total de votos | Total de votos | Total de votos         | 3 558 | 100% |

| Partido      | Candidato              | Votos | %    |
| ------------ | ---------------------- | ----- | ---- |
| Libertário   | Chris Powell           | 1.740 | 48,9 |
| Libertário   | Rex L. Lawhorn         | 1.154 | 32,4 |
| Libertário   | Joseph Allen Maldonado | 664   | 18,7 |
| Votos Totais | Votos Totais           | 3.558 | 100  |

### Campanha Presidencial de 2024
A 13 de março de 2023, Exotic anunciou a sua candidatura às eleições primárias do Partido Libertário que selecionarão o candidato do partido às eleições presidenciais americanas de 2024.

## Infrações da Lei, Controvérsias e Condenações

### Alegações de Crueldade Animal
Exotic foi alvo de fortes críticas pela forma como tratava os seus animais, principalmente por parte de Carole Baskin, o que conduziu a uma investigação do Departamento de Agricultura dos Estados Unidos (DAEU) e a condenações por crueldade animal.
Em fevereiro de 1999, agentes de proteção animal descobriram um grande número de emas negligenciadas em Red Oak, Texas. Exotic ofereceu-se para capturar os animais e levá-los para o seu parque. No entanto, Joe, voluntários locais e a polícia de Red Oak tiveram bastante dificuldade em encurralar os pássaros grandes e velozes, vários dos quais morreram durante a captura. Exotic e outro indivíduo optaram por abater emas com espingardas e foram posteriormente acusados de crueldade animal pela polícia. No entanto, como as emas eram consideradas gado, não era ilegal matá-las humanamente no Texas, pelo que um grande júri se recusou a indiciar Exotic. A maioria das aves sobreviventes acabou em diversos ranchos texanos.

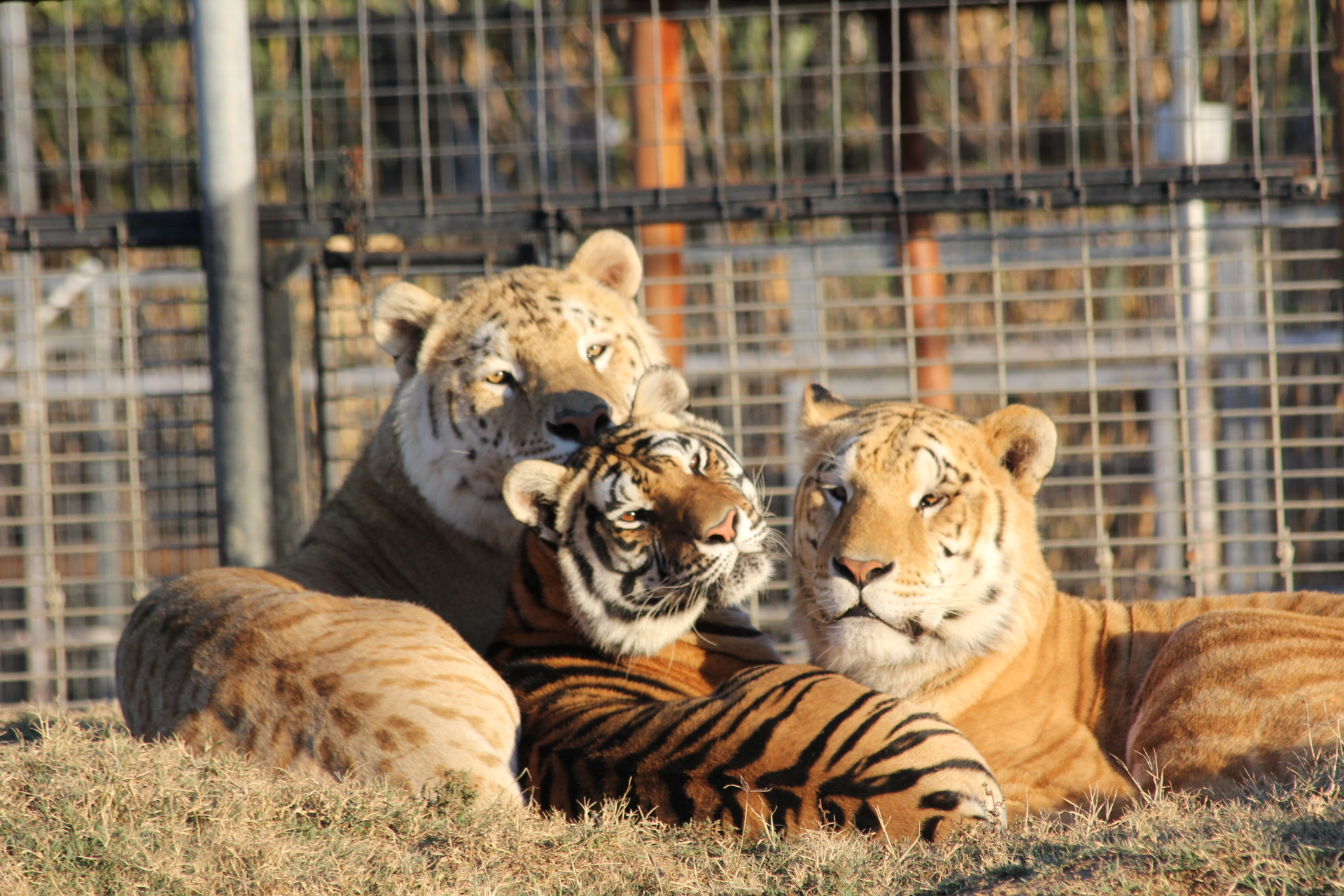
Um grupo de grandes felinos no zoo de Exotic, incluindo um ligre. Devido ao grande número de animais, Exotic alimentava-os com carne de cavalos que abatia e carne fora do prazo de validade do Walmart.

Em 2000, para alimentar o número crescente de grandes felinos no seu zoo, Exotic acolhia cavalos que lhe eram doados, abatendo-os posteriormente e dando a sua carne aos tigres, leões e outros animais.
Como a carne de cavalo não era suficiente para alimentar o número crescente de animais exóticos do zoo, Exotico optou por os sustentar com carne fora do prazo de validade (logo mais barata) do Walmart. Os funcionários do zoo também comiam a mesma carne, usando-a inclusivamente para fazer pizzas.
Em 2006, o G.W. Zoo foi citado várias vezes pelo DAEU por violações dos padrões do Animal Welfare Act. Em 2020, Exotic foi condenado por falsificar registos de vida selvagem, infringindo o Endangered Species Act.

### Conflito com Carole Baskin
A hostilidade entre Exotic e Carole Baskin começou em 2009, quando Baskin, que tinha como missão acabar com os eventos comerciais de acariciamente de crias nos Estados Unidos, escolheu os lucrativos eventos itinerantes de Exotic como alvo. Embora Joe e o seu zoo tivessem sido, anteriormente, alvo de  protestos e investigações por parte de organizações de direitos animais, como a PETA, tais iniciativas tinham sido esporádicas e mal-organizadas, não tendo prejudicado seriamente o negócio de Joe. A organização de Baskin, Big Cat Rescue – que possuía uma página de Facebook muito popular e contava com o apoio de bastantes voluntários recrutados através das redes sociais – revelou-se mais intimidante. Os voluntários do Big Cat Rescue começaram a rastrear as deslocações de Exotic, enviando antecipadamente múltiplos e-mails à gerência de shoppings onde os seus eventos se realizariam, o que levou ao cancelamento de vários destes, prejudicando seriamente os lucros de Joe Exotic.
Exotic considerava a postura de Baskin hipócrita, pois  Carole também geria um santuário de animais que cobrava entrada, embora para fins não-lucrativos. Joe respondeu ao ativismo de Baskin nas redes sociais criando um canal de YouTube e montando o seu próprio estúdio televisivo no G.W. Zoo, onde apresentava um talk show noturno dedicado a criticar causticamente o Big Cat Rescue e Baskin. Em setembro de 2010, Exotic visitou secretamente o santuário do Big Cat Rescue, alugando também um helicóptero para sondar todo o terreno da propriedade. Joe obteve uma cópia do diário de Baskin, roubada do seu computador por dos seus ex-funcionários, e postou excertos dele online.
O segundo marido de Baskin, Don Lewis, desapareceu em 1997 e foi declarado legalmente morto em 2002. Embora não existam quaisquer provas de crime, e Baskin nunca tenha sido considerada suspeita, a filha de Lewis alega que Carole matou o seu pai e livrou-se do seu cadáver usando-o como alimento para os tigres. Exotic usou o seu talk show para promover essa e outras teorias relacionadas com o desaparecimento de Lewis, oferecendo uma recompensa de 10.000 dólares por informações que levassem à prisão de Baskin.
Em 2011, Exotic alterou o nome do seu espetáculo itinerante para "Big Cat Rescue Entertainment", plagiando também vários aspetos do branding do santuário de Baskin no marketing dos eventos. Carole refere ter sido surpreendida por uma enorme quantidade de e-mails e telefonemas de apoiantes do santuário transtornados por presumirem que era ela a responsável pelo espetáculo. Baskin processou Exotic por infração de marca registada. Joe foi condenado a pagar-lhe uma indmenização de 1 milhão de dólares. No entanto, Carole acabou por não receber a maioria desta compensação. Dois anos depois, Exotic declarou falência.
Em 2015, a mãe de Exotic, Shirley, foi processada pela Big Cat Rescue devido a ativos pertencentes a Joe ou ao G.W. Zoo terem sido colocados em seu nome e mais tarde retirados. Em maio de 2020, o Tribunal Distrital dos E.U.A do Distrito Oeste de Oklahoma determinou que Exotic transferiu, de forma fraudulenta, a posse do zoo para a sua mãe para evitar o pagamento da indmenização resultante do processo de infrigimento de marca. O Tribunal decidiu entregar a posse da propriedade a Baskin, ordenando a Jeff Lowe, ex-parceiro de negócios de Joe e dirigente do zoo na altura que desocupasse o local até 1 de outubro.
Baskin optou por vender o parque, na condição de que não fosse usado para manter animais exóticos. Lowe transferiu os animais para Thackerville, Oklahoma, com a intenção de abrir aí um novo parque, mas o Departamento de Justiça dos Estados Unidos abriu um processo devido ao seu histórico de abuso de animais; o novo parque nunca foi inaugurado e as autoridades federais apreenderam todos os felinos restantes em maio de 2021.

### Memorial a Steve Irwin e Incêndio no Estúdio
A 26 de março de 2015, um incêndio no G.W. Zoo destruiu o memorial a Steve Irwin e o estúdio televisivo, onde Exotic gravava o seus vídeos para o YouTube e armazenava filmagens para um futuro reality show. Apenas um dos crocodilos de Michael Jackson sobreviveu. Acredita-se que o incêndio tenha sido ateado por um incendiário, possivelmente um funcionário rancoroso, mas ninguém foi acusado nem detido. Exotic culpou ativistas dos direitos animais pelo incidente, enquanto o documentário Tiger King especula que o responsável possa ter sido o próprio Joe ou Rick Kirkham, o produtor de reality shows que trabalhou no futuro projeto.
Kirkham afirma que Exotic e outros funcionários do zoo tentaram destruir filmagens incriminatórias armazenadas no estúdio. O produtor alega que Joe matou alguns dos seus próprios tigres e que possuía um vídeo do mesmo a matar animais, que foi destruído no incêndio. Acrescentou: "Havia imagens de Exotic a matar animais por diversão. Durante o ano em que estive lá, aproximou-se de um tigre de que não gostava e deu-lhe um tiro na cabeça."

### Conflitos com a Família e Ex-funcionários
Excetuando o seu irmão Garold, Exotic não tinha um bom relacionamento com a sua família; em particular, o seu irmão Yarri teceu-lhe várias críticas, que considera que Joe manipulou a família Schreibvogel para ficar com o dinheiro recebido após a morte de Garold para si mesmo. A sobrinha de Exotic, Chealsi Putman, que trabalhou no G.W. Zoo entre 1999 e 2017, também o criticou, afirmando, em 2021, no documentário Shooting Joe Exotic, de Louis Theroux, que Joe abatia tigres que não estavam doentes.
Vários ex-funcionários do G.W. Zoo denunciaram as atitudes de Exotic após o lançamento de Tiger King. Rick Kirkham, um dos seus críticos mais frequentes, afirmou que as coisas eram "muito piores" do que o retratado em Tiger King: "[Ao ver a série], sente-se alguma compaixão pelo tipo, mas não se percebe nem se vê o quão mau ele conseguia ser, não apenas para os animais, mas para as pessoas." No aftershow de Tiger King, Kirkham acrescentou que Exotic tinha pavor de leões e tigres, comentando: "É idiótico pensar que Exotic se tornou famoso como "Rei dos Tigres" tendo tanto medo de grandes felinos."

### Detenção e Prisão
Como resultado de uma investigação conjunta do Serviço de Pesca e Vida Selvagem, do FBI, do Departamento de Conservação de Vida Selvagem do Oklahoma e do Serviço de Delegados dos Estados Unidos, Exotic foi detido e acusado de tentar contratar dois assassinos para matar Baskin.
Em abril de 2019, um júri federal considerou-o culpado de duas acusações de contratar alguém para assassinar Baskin na Flórida, oito acusações de violação do Lacey Act por falsificar registos de vida selvagem e nove acusações de violação do Endangered Species Act por matar cinco tigres e vender outros para fora do estado. A 22 de janeiro de 2020, Exotic foi condenado a 22 anos de prisão e foi encarcerado no Centro Médico Federal de Fort Worth (FMC Fort Worth). Em março de 2020, Exotic abriu um processo contra aqueles que culpava pela sua detenção e condenação, incluindo o Serviço de Pesca e Vida Selvagem, o procurador do seu caso, um agente federal e o seu ex-parceiro de negócios Jeff Lowe; Joe solicitava uma indmenização de 94 milhões de dólares, mas desistiu da ação judicial cinco meses depois.
Em abril de 2020, Exotic foi tema de conversa numa conferência de imprensa sobre o COVID-19 na Casa Branca. Alguns dias depois, Donald Trump Jr. brincou com a ideia de Joe receber um perdão presidencial.
Em maio de 2020, um investigador privado, advogados que representavam Exotic e um grupo de voluntários autointitulados "Team Tiger" entregaram um documento de 257 páginas ao Departamento de Justiça dos Estados Unidos contestando elementos da condenação de Joe e solicitando um perdão presidencial a Donald Trump. No mês seguinte, Trump descreveu Exotic e os seus apoiantes como "estranhos", mas não revelou se iria considerar perdoá-lo. A 19 de janeiro de 2021, dia anterior à tomada de posse de Joe Biden, a Team Tiger alugou uma limusina em Fort Worth, preparando-se para um perdão e libertação de última hora antecipado por Exotic. No entanto, tal não ocorreu e Joe permaneceu encarcerado no FMC Fort Worth. Em março de 2021, foi noticiado que Exotic procuraria obter um perdão de presidencial de Joe Biden.
Alguns dias depois, Joe contratou John Michael Phillips e Amy Hanna como advogados, que planeavam apresentar uma moção para um novo julgamento dentro de alguns meses. Em julho de 2021, um painel de três juízes do Tribunal de Recursos do 10º Circuito deliberou que Exotic deveria cumprir uma sentença mais curta, visto que as condenações por contratar dois homens para matar Baskin deveriam ter sido tratadas como uma só pelo tribunal de primeira instância. No final de janeiro de 2022, a sentença de Joe Exotic foi corrigida para 21 anos de prisão.
Enquanto preso, Exotic escreveu a sua autobiografia, Tiger King: The Official Tell-All Memoir, lançada a 9 de novembro de 2021. Na prisão, Exotic está autorizado a utilizar um computador por 30 minutos diários, escrevendo uma parte do seu livro todos os dias.
Após o sucesso da 1ª temporada de Tiger King, Exotic começou a receber uma enorme quantidade de cartas de fãs. Cardi B tentou criar um GoFundMe para ajudar a tirar Joe da prisão. Exotic também inspirou vários memes na Internet, a maioria dos quais baseados em citações suas retiradas do documentário. Além disso, inspirou a campanha "Free Joe Exotic", iniciada por fãs que acreditavam que Joe tinha sido condenado injustamente. A 31 de março de 2020, Donald Trump Jr. postou dois memes de Exotic no Instagram, o primeiro correspondendo a uma fusão dos rostos do seu pai e de Joe, e o segundo a um photoshop da cabeça de Joe Biden sobre o corpo de Exotic acompanhado por um tigre.
Em novembro de 2021, Exotic foi transferido do FMC Fort Worth para o FMC Butner, na Carolina do Norte.

## Vida Pessoal
Exotic é ministro ordenado no estado de Oklahoma, podendo celebrar casamentos. Obteve a sua ordenação através da Universal Life Church.

### Relacionamentos
Exotic é gay e já se referiu a vários parceiros como "marido" apesar de não serem legalmente casados.
O seu primeiro parceiro masculino conhecido foi Brian Rhyne, que faleceu devido a complicações relacionadas com o HIV em 2001. No ano seguinte, Exotic começou uma relação com Jeffrey Charles 'JC' Hartpence, um gestor de eventos que o ajudou com o seu espetáculo itinerante de animais. Em meados de 2003, John Finlay foi contratado como funcionário do G.W. Zoo e, um mês depois, iniciou um relacionamento com Joe. Nessa altura, a relação entre Exotic e Hartpence tinha-se deteriorado devido ao vícios em drogas e álcool de Jeffrey. A relação terminou após Joe ameaçar matar o parceiro e alimentar o maior tigre do zoo com os seus restos mortais. Como resposta, uma noite, Hartpence acordou Exotic apontando-lhe uma arma à cabeça, o que levou à sua detenção pelas autoridades locais. Jeffrey Hartpence foi posteriormente condenado por abuso sexual de crianças e homicídio premeditado.
Travis Maldonado chegou ao zoo em dezembro de 2013 e, tal como Finlay, rapidamente entrou num relacionamento com Joe. Menos de um mês depois, Exotic, Maldonado e Finlay casaram-se não-oficialmente, numa cerimônia de casamento a três. Eventualmente, Exotic e Finlay desentenderam-se e, após um incidente no parque de estacionamento do zoo, Finlay foi preso e acusado de agressão e lesão corporal. Em 2015, Exotic casou-se legalmente com Maldonado, alterando o seu nome para Joseph Maldonado. No entanto, tanto Finlay como Maldonado não se identificavam como homossexuais e ambos tiveram casos com mulheres: John engravidou a rececionista do zoo (um dos motivos que levou à sua saída), e Travis tinha encontros sexuais frequentes com diversas mulheres no zoo.
A 6 de outubro de 2017, Travis Maldonado matou-se com um tiro no zoo em frente a Joshua Dial, chefe de campanha de Exotic na época. Em sua memória, Exotic criou a instituição de caridade Travis Maldonado Foundation, que, segundo Joe, forneceria "recursos gratuitos para aqueles que lutam contra o vício em metanfetaminas e educação sobre segurança de armas". No serviço fúnebre de Maldonado, realizado no G.W. Zoo, Exotic afirmou que Deus tinha colocado Travis na Terra para o fazer sorrir e declarou que as suas "bolas" (testículos) "eram como pepitas de ouro".
A 11 de dezembro do mesmo ano, Exotic casou-se com Dillon Passage; uma das testemunhas do casamento foi a mãe de Travis Maldonado. Após este matrimónio, o apelido oficial de Joe tornou-se Maldonado-Passage. Durante o relacionamento, Exotic impediu Passage de fazer amigos no zoo e de passar tempo com a sua mãe e primo.
Em março de 2021, o relacionamento de Exotic e Passage passou por um período de tensão, visto que Dillon não atendia as chamadas de Joe, levando a suspeitas de que teriam acabado. A 26 de março, Passage revelou no Instagram que ele e Exotic estavam em processo de divórcio, mas de forma amigável e que Exotic continuaria presente na sua vida. EM julho de 2021, Dillon anunciou que estava numa nova relação com um homem de idade mais próxima à sua chamado John. Inicialmente, Exotic desejou o melhor ao casal, mas declarou que gostava de ter sido informado por Dillon ao invés de pela TMZ. Posteriormente, referiu-se a Passage como "idiota" e bloqueou-o no Instagram e Twitter após Dillon pulicar um vídeo onde expunha o comportamento abusivo e controlador de Joe durante o relacionamento, afirmando que se sentira como "outro animal numa gaiola". No mesmo mês, Exotic anunciou um concurso intitulado "The Bachelor King", onde homens maiores de idade poderiam preencher um formulário online para se candidatarem a ser o seu próximo marido. O divórcio de Exotic e Passage foi oficializado em janeiro de 2023.

### Problemas de Saúde
Exotic alega que, após destruir a sua viatura policial num acidente de viação em 1985, esteve internado num hospital por mais de um mês, tendo passado vários anos em reabilitação. Além disso, afirma ter tido quatro ataques cardíacos durante o seu período como administrador de zoo.
Em abril de 2020, foram reportados múltiplos casos de COVID-19 na prisão onde Exotic se encontrava. Por precauções de segurança, Joe foi transferido da Prisão do Condado de Grady, em Oklahoma, para o Centro Médico Federal, iniciando um período de quarentena de 14 dias. Fãs de Tiger King especularam que Exotic tinha contraído COVID-19, mas Dillon Passage revelou que tal era falso.
Em janeiro de 2021, surgiram relatos de que Exotic estava sofrer de um problema médico não-especificado Em março, foi noticiado que seria um distúrbio hematológico autoimune, para o qual lhe estava a ser recusado tratamento.
A 14 de maio 2021, foi anunciado que Exotic tinha sido diagnosticado com cancro da próstata e que iria realizar o teste para determinar o estadio da doença. Em agosto, Joe afirmou que o seu cancro se poderia ter "espalhado" para a pélvis. Em novembro, declarou que tinha uma forma agressiva de cancro e, desde então, foi transferido para Centro Médico Federal Butner, na Carolina do Norte, para tratamento.

## Filmografia

### Televisão
| Ano       | Título                                                            | Papel                          | Notas                             |
| --------- | ----------------------------------------------------------------- | ------------------------------ | --------------------------------- |
| 2011      | Louis Theroux: America's Most Dangerous Pets                      | Próprio                        | Documentário da BBC               |
| 2016      | The Life Exotic: Or the Incredible True Story of Joe Schreibvogel | Próprio                        | Documentário                      |
| 2020–2021 | Tiger King                                                        | Próprio                        | Documentário da Netflix           |
| 2020      | Surviving Joe Exotic                                              | Próprio (filmagens de arquivo) | Documentário do Discovery Channel |
| 2021      | Louis Theroux: Shooting Joe Exotic                                | Próprio (filmagens de arquivo) | Documentário da BBC               |

## Discografia

### Álbuns
- I Saw a Tiger (2014)
- Star Struck (2015)